# بیل مکگاری
بیل مکگاری (به انگلیسی: Bill McGarry) زادهٔ ۱۰ ژوئن ۱۹۲۷ بازیکن فوتبال اهل انگلستان که سابقهٔ بازی در تیم ملی فوتبال انگلستان را در کارنامهٔ خود دارد. وی در تاریخ ۲۰ ژوئن ۱۹۵۴ نخستین بازی ملی خود را در مقابل تیم ملی فوتبال سوئیس انجام داد و با حضور در ۴ بازی ملی، در تاریخ ۲۲ اکتبر ۱۹۵۵ واپسین بازی ملی‌اش را در برابر تیم ملی فوتبال ولز برگزار کرد.